# Oscar Pereira da Silva
Oscar Pereira da Silva (São Fidélis, 29 de agosto de 1867 — São Paulo, 17 de janeiro de 1939) foi um pintor, desenhista, decorador e professor brasileiro da passagem do século XIX para o século XX.
A maior parte de sua obra é composta por paisagens e retratos, painéis decorativos em importantes espaços da cidade de São Paulo (como o Theatro Municipal), pinturas históricas para o Museu Paulista e sacras para diversas igrejas da cidade.
Pai da também pintora Helena Pereira da Silva Ohashi.

## Biografia
Desde menino revelou gosto pelo desenho e pela pintura. Assim, em 1882, matriculou-se na Academia Imperial de Belas Artes onde teve como contemporâneos Eliseu Visconti, Eduardo Sá e João Batista da Costa. Aluno de Zeferino da Costa, Victor Meirelles, Chaves Pinheiro e José Maria de Medeiros, em 1887, tornou-se ajudante de Zeferino da Costa na decoração da Igreja da Candelária, no Rio de Janeiro. Tal experiência gerou frutos em São Paulo, tendo a oportunidade de decorar a Igreja de Santa Cecília.
No início do século XX, em São Paulo, diversas capelas coloniais foram substituídas por edifícios neogóticos ou neocoloniais. Essa mudança deu oportunidade de trabalho para artistas decoradores como Oscar Pereira da Silva e Benedito Calixto. Além da Igreja de Santa Cecília, ambos atuaram nas igrejas de Santa Ifigênia, da Consolação e do Rosário. Pereira da Silva realizou também trabalhos decorativos para a Igreja de Nossa Senhora da Conceição.

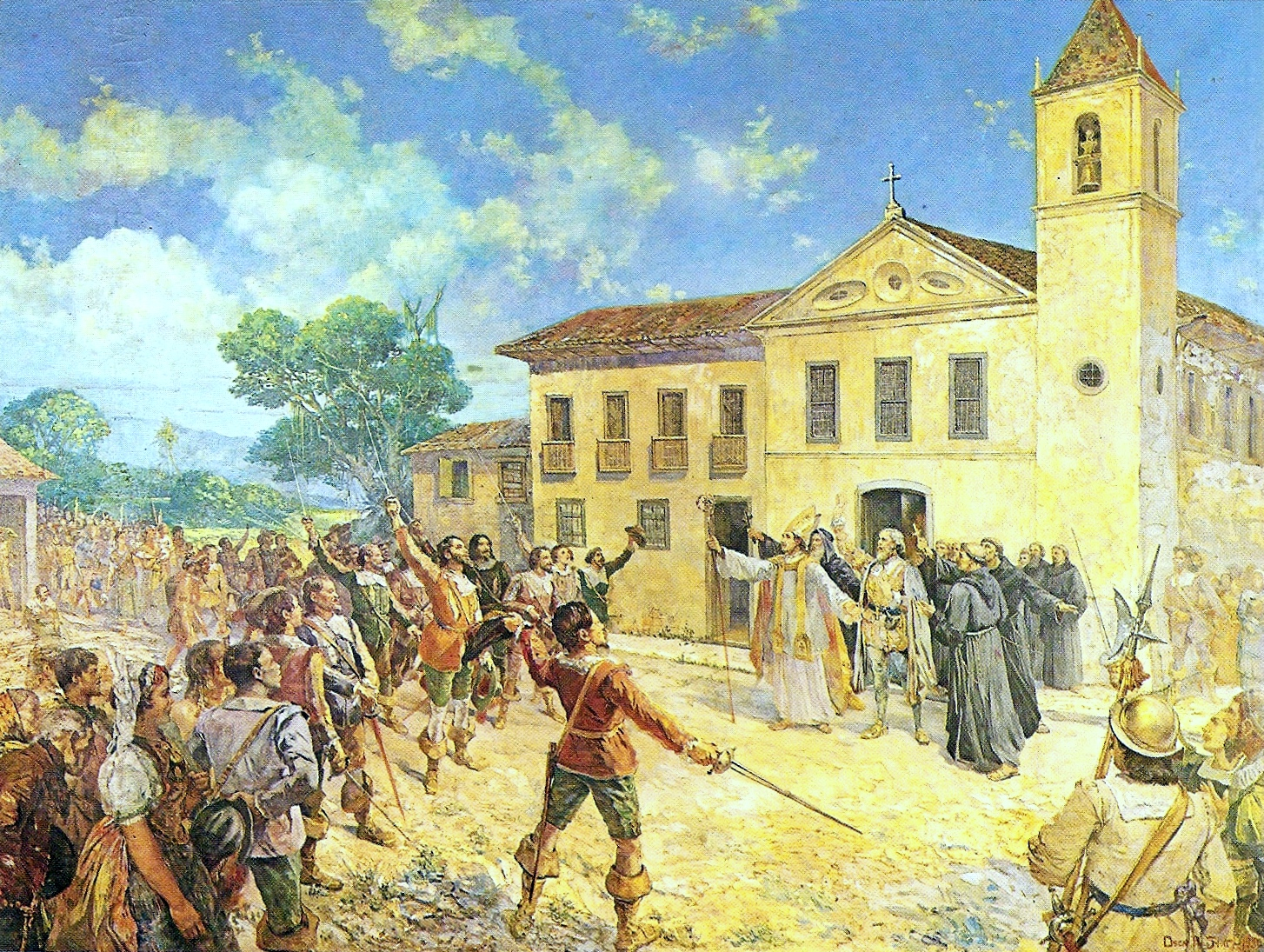
Aclamação de Amador Bueno

Em Paris, em 1895 e 1895, Oscar foi pensionista do ateliê de dois dos maiores conservadores, Léon Bonnat e Jean-Léon Gérôme, que atendia aos pedidos de oficiais do regime governamental da época. O artista vivia na disciplina do ensino da École des Beaux Arts e negava-se a admitir o interesse por movimentos artísticos renovadores, com o realismo de Delacroix e menos ainda ao impressionismo, já fora das artes direcionadas aos oficiais. Na convicção de que era inadmissível um artista deformar para melhor expressar-se, essa visão era uma premissa até mesmo respeitada pelos críticos reacionários aos novos movimentos. Ou seja, nessa perspectiva, um artista poderia somente criar obras belas e assuntos nobres com exatidão, até mesmo embelezar a cruel realidade da vida.

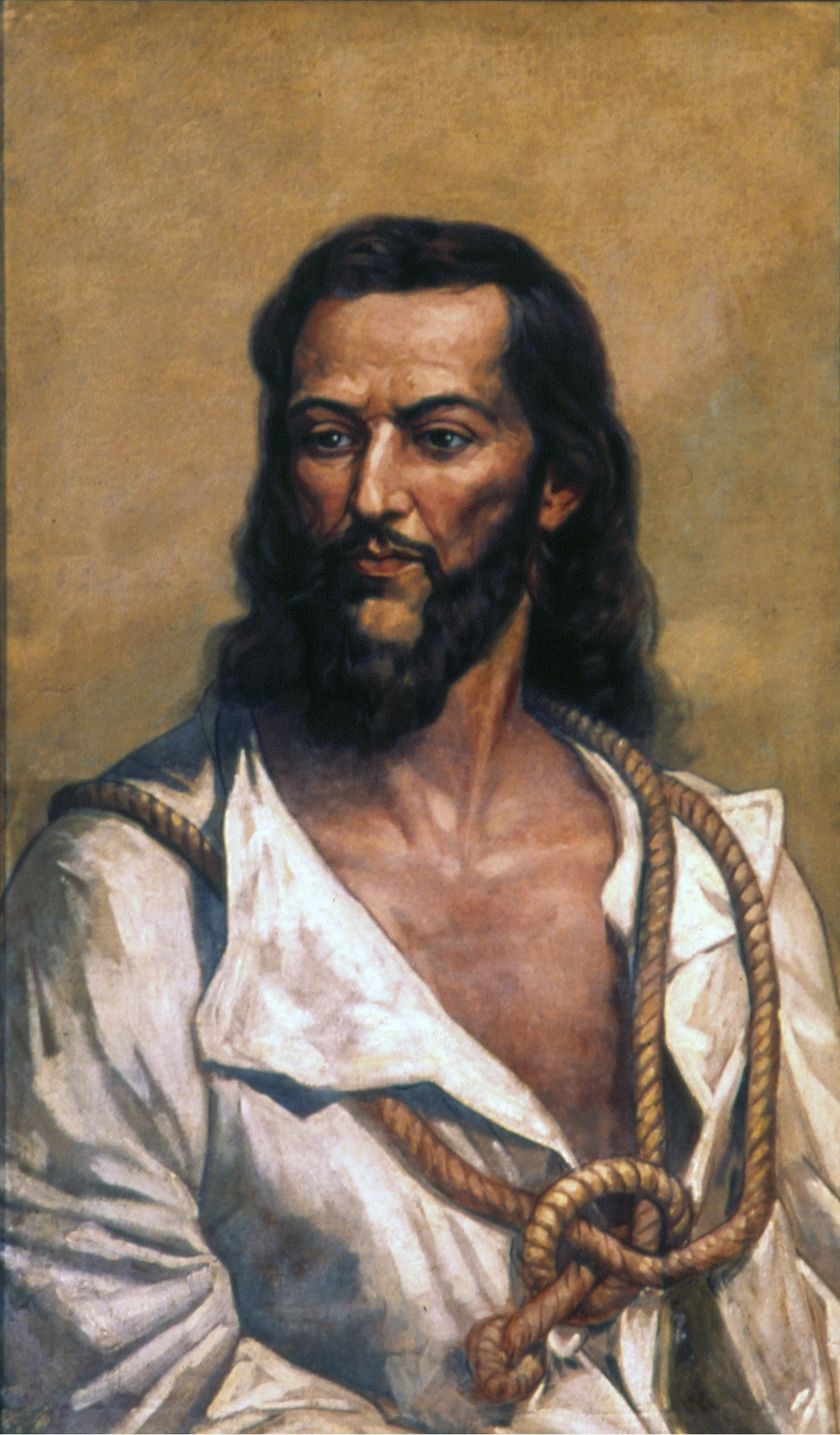
Retrato de Joaquim José da Silva Xavier - Tiradentes.

No período em que permaneceu na França, produziu diversos estudos e telas. Em 1896 retornou ao Brasil. Na cidade do Rio de Janeiro, realizou uma exposição individual no salão da Escola Nacional de Belas Artes (Enba), onde foram apresentados 33 trabalhos feitos na Europa. No mesmo ano, transferiu-se para São Paulo e lecionou no Liceu de Artes e Ofícios de São Paulo (Laosp) e no Ginásio do Estado. Além disso, ministrava aulas particulares em seu ateliê. Em 1897, fundou o Núcleo Artístico, que, mais tarde, se transformaria na Escola de Belas Artes, onde deu aulas. Entre 1903 e 1911, trabalhou na decoração do Theatro Municipal de São Paulo, elaborando três murais: O Teatro na Grécia Antiga, A Dança e A Música.
Na cidade de São Paulo estão os principais trabalhos do artista, entre os quais se destacam "Escrava Romana" (1894), "Infância de Giotto" (1895), "Fundação de São Paulo" (1909) e "Desembarque de Cabral em Porto Seguro" (1900), entre outros preservados pela Pinacoteca de São Paulo e pelo Museu Paulista da Universidade de São Paulo.
Sua pintura era fechada e detalhista, muito próximo ao real. Em sua carreira prosseguiu com tal posicionamento até o final da década de 1930, enquanto se desencadeava o movimento da Semana de Arte Moderna, que em 1922 mudava o semblante da arte. Na autobiografia da filha do pintor, a também artista Helena Pereira da Silva Ohashi, após o pintor retornar de Paris em novembro de 1930, ela observa modificações na produção artística do pai. 
As telas de Oscar Pereira da Silva foram compostas por telas mais despreocupadas com o acabamento e utilizando paleta mais claras. Contudo, a importância do desenho como estrutura básica e fundamental de suas composições nunca o deixou de existir na execução de suas telas. Portanto, ainda na década de 30, Pereira da Silva chegou a inclinar suas obras á mudanças estilísticas, observadas, sobretudo, na comparação entre as obras Mulher com Turbante (1903) e Menina vestida de japonesa (1904). No final desta década, em 1939 o pintor faleceu em seu ateliê enquanto trabalhava, por ataque cardíaco.
Sem evidenciar impulsos vigorosos ao poder emotivo, Oscar Pereira da Silva soube transcorrer seus 57 anos de produção intensa e permanente desde que retornou ao país. Todo cuidado de um desenho severamente elaborado, rigoroso voltou-se para o novo que a pintura adquiria nesse deslocamento do tempo.

## Contexto Histórico
Capitais, como as latino-americanas que alcançavam lugares de destaque econômico, político e cultural, necessitavam, bem como era fundamental, construírem-se como capitais simbólicas. São Paulo, por exemplo, continha elites ligadas a cafeicultura, as quais assumiam cada vez mais um papel de destaque no canário político, devido a instauração da República no país, o qual dominava o sistema político. Desse modo, firmou-se a identidade regional e a visão nacional. Assim, rivalizava as narrativas nacionais geradas na capital do país, sobretudo aquelas que frisava o papel da cidade do Rio de Janeiro e da antiga monarquia na constituição da nação.
Por meio do Instituto Histórico e Geográfico de São Paulo, os intelectuais, neste novo contexto, empenhavam-se na tarefa de criar uma historiografia que destacasse os feitos paulistas. A construção da imagem da história da cidade foi acompanhada e elaborada de imagens capazes de fixar no imaginário social as narrativas que os historiadores paulistas desejaram criar. O novo contexto político brasileiro, onde as elites dos estados disputavam a hegemonia, domínio político nacional e o crescente poder dos paulistas, gerou a produção de iconografias locais, destinadas à decoração, por exemplo, dos palácios governamentais dos estados brasileiros. Foi por esse motivo que, o governo paulista passou a encomendar e adquirir pinturas históricas, a fim de construir uma narrativa ilustrada da nação, que colocasse em destaque o estado que então liderava a República.
Oscar Pereira da Silva, ciente da importância desse gênero artístico para as elites políticas de São Paulo, na época buscou estabelecer-se como pintor de história, gênero mais importante do sistema acadêmico. Isso iria trazer-lhe maior prestígio e lhe garantia contratos públicos. Sua primeira tentativa neste sentido foi a produção do quadro Desembarque de Pedro Álvares Cabral em Porto Seguro, realizado em 1900, e vendido ao governo paulista em 1902.

## Obras

### Igreja de Santa Cecília
Sabe-se que Oscar Pereira da Silva produziu algumas pinturas ao mesmo tempo em que Benedito Calixto executava as suas na igreja de Santa Cecília. Assim, a decoração é compreendida por um pequeno conjunto de pinturas, sendo duas para as abóbadas laterais do transepto e os quatro Evangelistas. Nas capelas, Oscar pintou a Imaculada Conceição e os Esponsais de São José e, para completar o conjunto, figuraram em friso ao redor da nave diversos retratos de clérigos.
Apesar da pequena quantidade de obras, o conjunto possui qualidades e está perfeitamente vinculado à produção calixtiana e aos anseios de Dom Duarte. Sua pintura religiosa apresenta uma leveza que distancia o sofrimento das cenas de martírio e do sofrimento de Cristo. Assim, Oscar se diferencia de Calixto, uma vez que este vincula sua produção religiosa à correção histórica, a fim de desenvolver um discurso de piedade visual. Pereira da Silva executa os dois painéis laterais da Igreja que, por terem o formato abobadado causam a impressão de acolhimento, de abençoar o fiel que ali está em busca de conforto espiritual. Embora, a produção de Oscar Pereira da Silva se diferencia do caráter histórico, científico e arqueológico de Calixto, nessa produção propõe-se uma quase alegoria em sua pintura edulcorada, que de maneira firme ainda consegue conservar sua suavidade.

### Sansão e Dalila

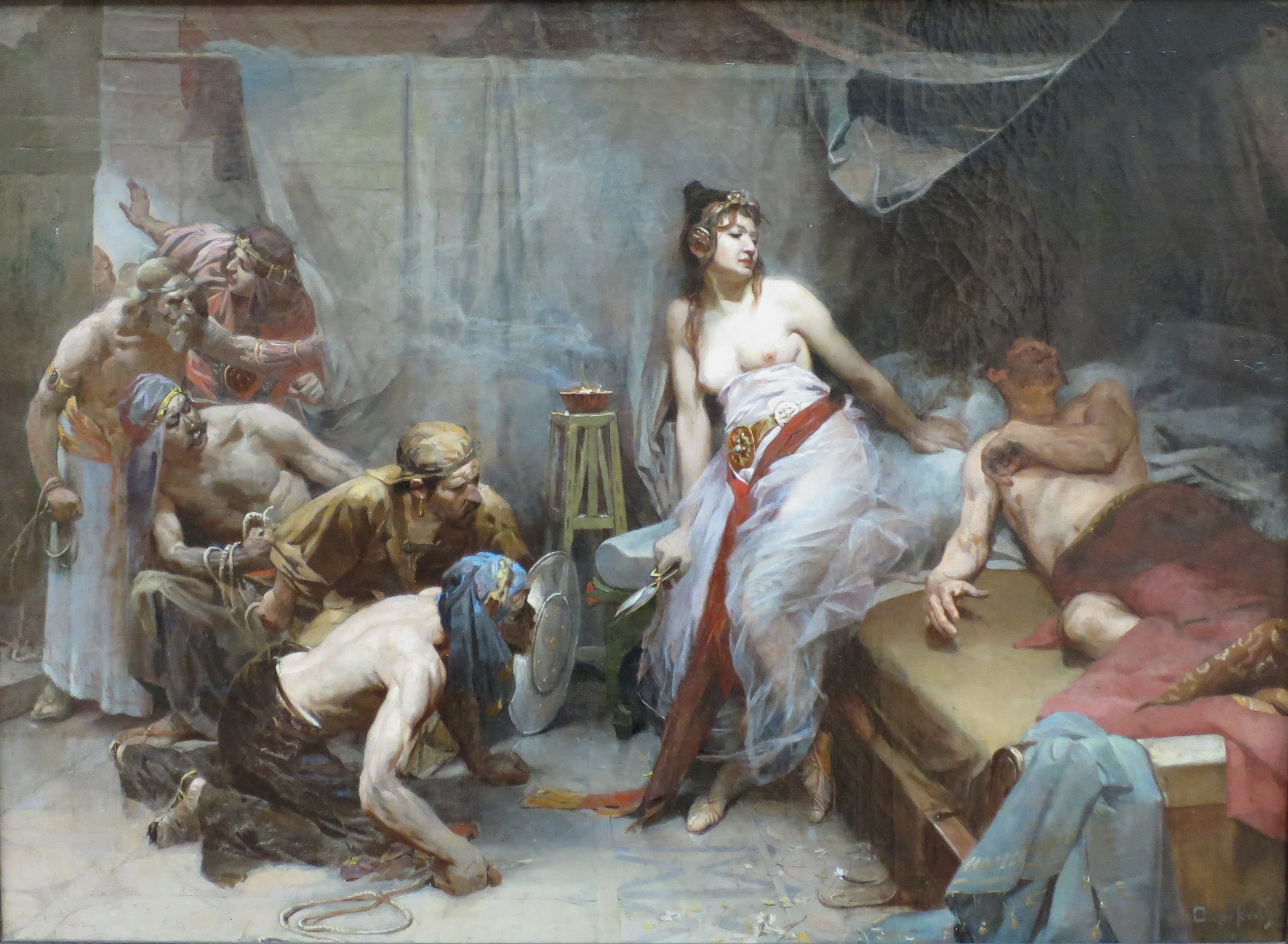
Oscar Pereira da Silva - Sansão e Dalila, 1893

Um de seus primeiros quadros a destacar é Sansão e Dalila. Sua composição é exemplar, autêntica e de composição extremamente expressiva e realista. Das séries realizada pelo pintor nos dez primeiros anos de atividade, já em São Paulo, o pintor começa a se dedicar a temas locais, tanto históricos como de gênero. Filia-se, portanto, a linha de Almeida Júnior, da qual a obra serviu de estímulo de muitos pintores que atuaram na cidade de São Paulo no início deste século. Semelhantemente, sucede Benedito Calixto, que soma a Almeida júnior e formam um trio marcante na temática paulista na pintura brasileira.

### Escrava Romana

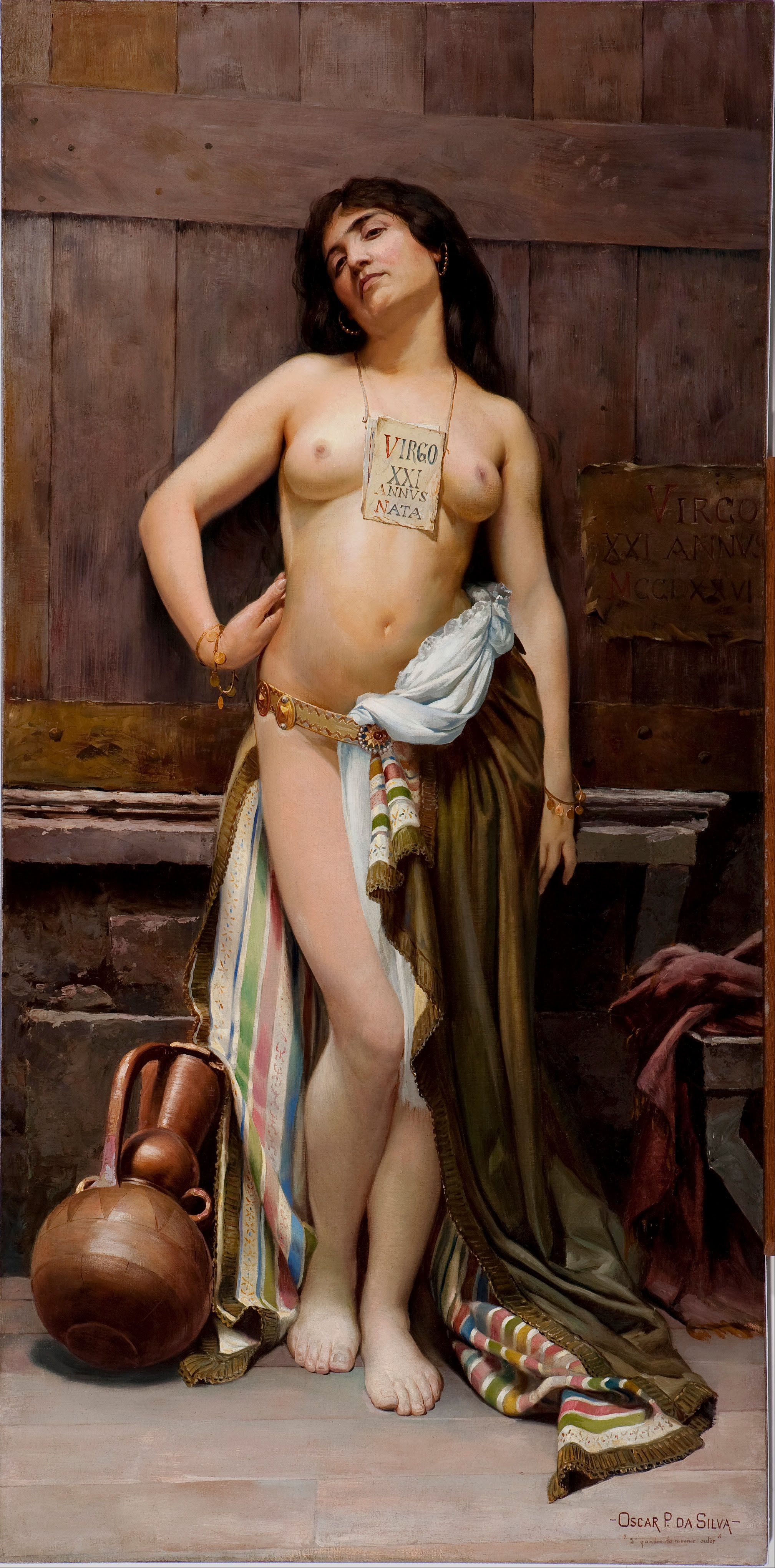
Escrava Romana (1894)

Seus quadros pintados em Paris, como Escrava Romana (1894), exprimem a linha acadêmica, que o afastava da temática paulista preferida por ele posteriormente. Ao escolher um tema clássico, a história de uma escrava encontrada em seu próprio país despertou-o para inspirações mais vivas. Era inegável sua disciplina escolar. A jovem usava acessórios de uma jovem, virgem, escrava e judia posta em leilão junto ao pedestal da estátua do imperador Justiniano, onde ficaria livre de seus antigos donos. O cartaz pendurado em seu pescoço, o manto, o brinco, as jarras estão a documentar a raça, enfim, tudo correspondia a meticulosa descrição das obras definindo o pintor. O detalhamento constituía a força da melhor pintura.
A obra possui um cenário com um acabamento elaborado dos elementos externos ao estudo da figura humana. A tela de Oscar Pereira da Silva pode ser classificada como academia historiada. A quantidade de elementos externos ao nu é mínima e o fundo do cenário não recebe uma elaboração detalhada, apesar da escrava possuir um acabamento elaborado em alguns detalhes do cenário; a impressão do elemento monocromático persiste. Os tons de marrom e bege prevalecem, exceto o tecido vinho que recai sobre uma cadeira no lado inferior direito do quadro. Quanto a preocupação da composição da anatomia, a figura feminina merece todo o destaque. Existe, por sua vez, uma grande intencionalidade em demonstrar total domínio do estudo do nu, uma vez que o quadro em questão foi realizado durante os anos de pensionato de Pereira da Silva em Paris, onde frequentava o ateliê de Jean-Léon Gérôme, artista que também explorava a pintura a partir da raça e época. O local, segundo as regras do ateliê de pintura do francês, disponibilizava uma variada gama de modelos para o funcionamento a partir da repetição, onde o estudo do nu é obrigatório.
Oscar Pereira da Silva chegou a reproduzir duas vezes a escrava, o que nos permite afirmar que o quadro possui grande estima e admiração do público consumidor de arte. Por esse motivo, o artista não dispensou meios de conseguir uma fonte de renda a partir de uma tela de grande excelência técnica. Ao invés de manter a peculiaridade elevando o valor agregado da tela, optou por obteve um lucro monetário a partir de seu sucesso.

### Consertador de Porcelanas

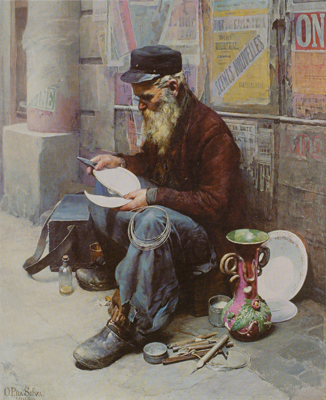
Consertador de Porcelanas.

Com motivo menos pretensioso e mais observado ao natural, a obra Consertador de Porcelanas é mais uma tela de Oscar construída em Paris. As muitas composições históricas de sua produção paulista, sempre rigorosa na documentação que lhe competia, são penosas reconstituições, porém, composições muito abertas em que o elemento essencial se dispersa na amplitude da paisagem e se misturam a detalhes complementares. Por vezes, o excesso de figuras obriga um caprichoso e elaborado detalhamento da altitudes variadas, prejudicando a expressão dos grupos condensados. Dentre esse tipo de composição destaca-se Fundação da Cidade de São Paulo, Índios a Bordo da Capitânia de Cabral, Desembarque de Cabral em Porto Seguro, A Renúncia de Ser Rei (todas pertencentes ao Museu Paulista).

### Desembarque de Pedro Álvares Cabral em Porto Seguro, 1500

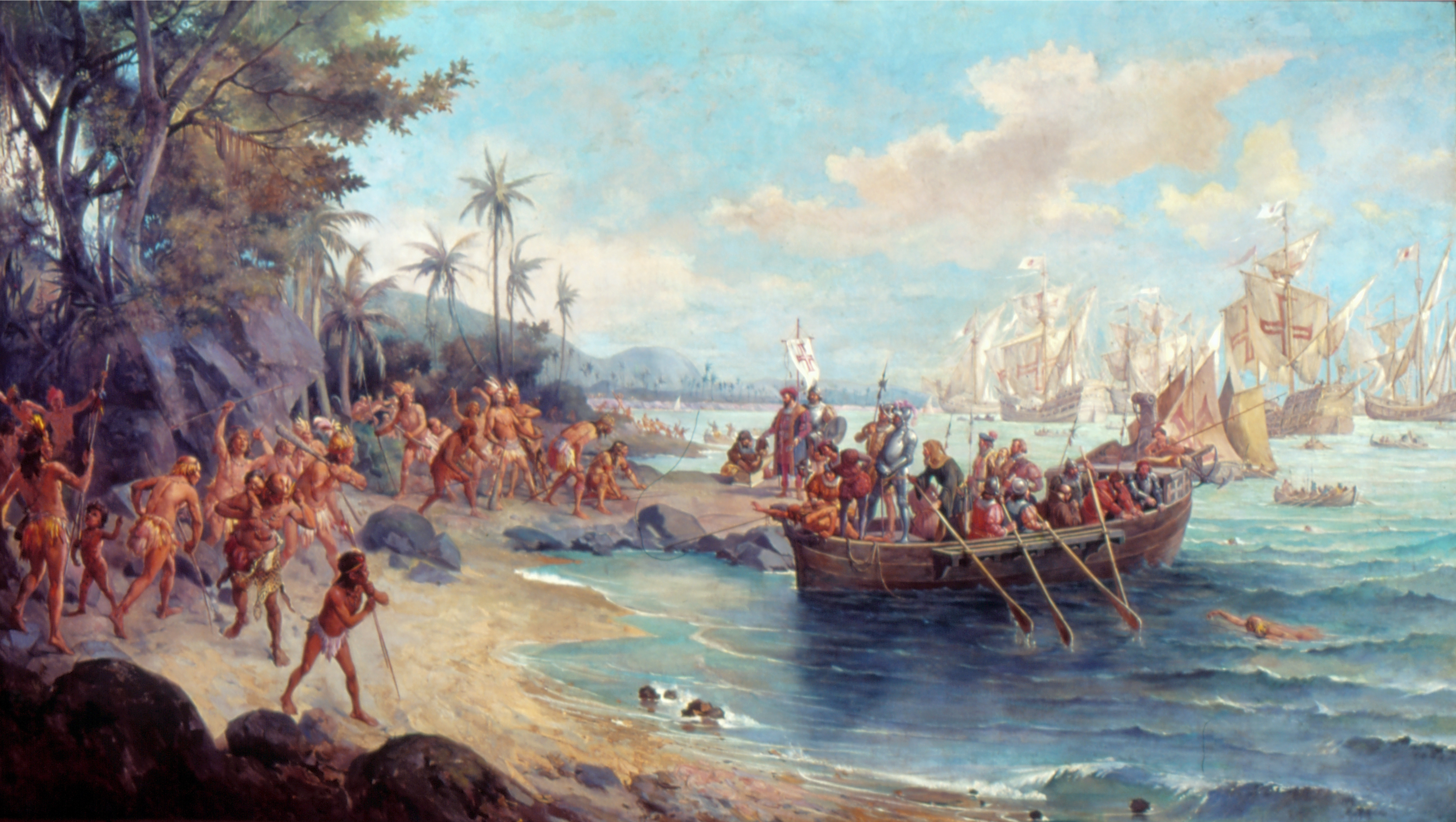
Desembarque de Pedro Álvares Cabral em Porto Seguro, 1500.

A realização dessa obra, que representava o primeiro desembarque dos portugueses na América, onde é o atual estado da Bahia, assegurou-lhe maior visibilidade na imprensa. Entretanto, para conquistar o espaço de pintor oficial do estado de São Paulo, Oscar percebeu que seria importante dedicar-se a um tema que fosse de maior relevância aos próprios paulistas e à sua região. Foi então que, alguns anos mais tarde, o artista também realizou a tela Fundação de São Paulo de 1907 que visou representar a imagem do ato embrionário da cidade e, por extensão, do próprio país.

### Fundação de São Paulo

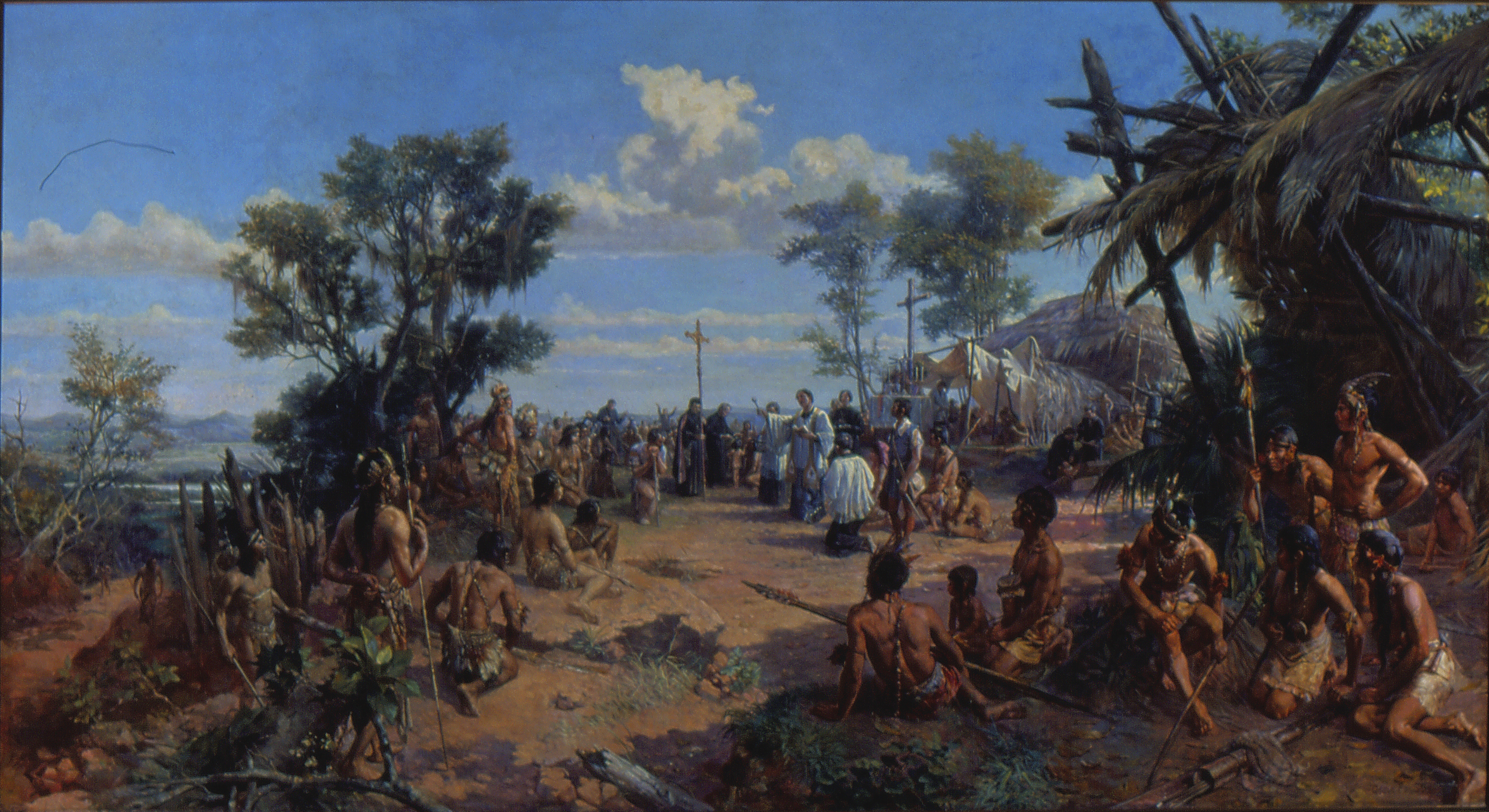
Fundação da Cidade de São Paulo.

Uma de suas obras mais conhecidas é a Fundação de São Paulo (1907) concebida como um instrumento de “ver o passado”. Hoje é peça fundamental para a construção do imaginário nacional e paulista a respeito do início dos espaços urbanos no Brasil.
O encontro entre índios, portugueses leigos e jesuítas simboliza um contato de relações e trocas entre etnias diferentes mediado pela fé ao longínquo século XVI. O mesmo desafio marcava a vida social da cidade e também do estado de São Paulo no início do século XX. As telas de Pereira da Silva propunham uma retórica que sugeria, ao mesmo tempo, o lugar predominante das antigas elites coloniais na “civilização” da América Portuguesa diante dos novos estrangeiros (imigrantes) que chegavam, assim como a submissão de antigos e novos indígenas. Figurava-se o contato entre esses povos a conquista e a nação que surgia pacificada e hierarquizada.

#### Outras Obras
Criação da Vovó, Tronco de Mulher, Durante a Pose, todas datadas em Paris e permanecentes a Pinacoteca, que possui um representativo acervo das obras de Oscar Pereira da Silva. Os três grandes murais que destinou à ordenação do Teatro Municipal de São Paulo tem uma boa desenvoltura decorativa: o Teatro na Grécia Antiga, A Dança e A Música.

## Prêmios

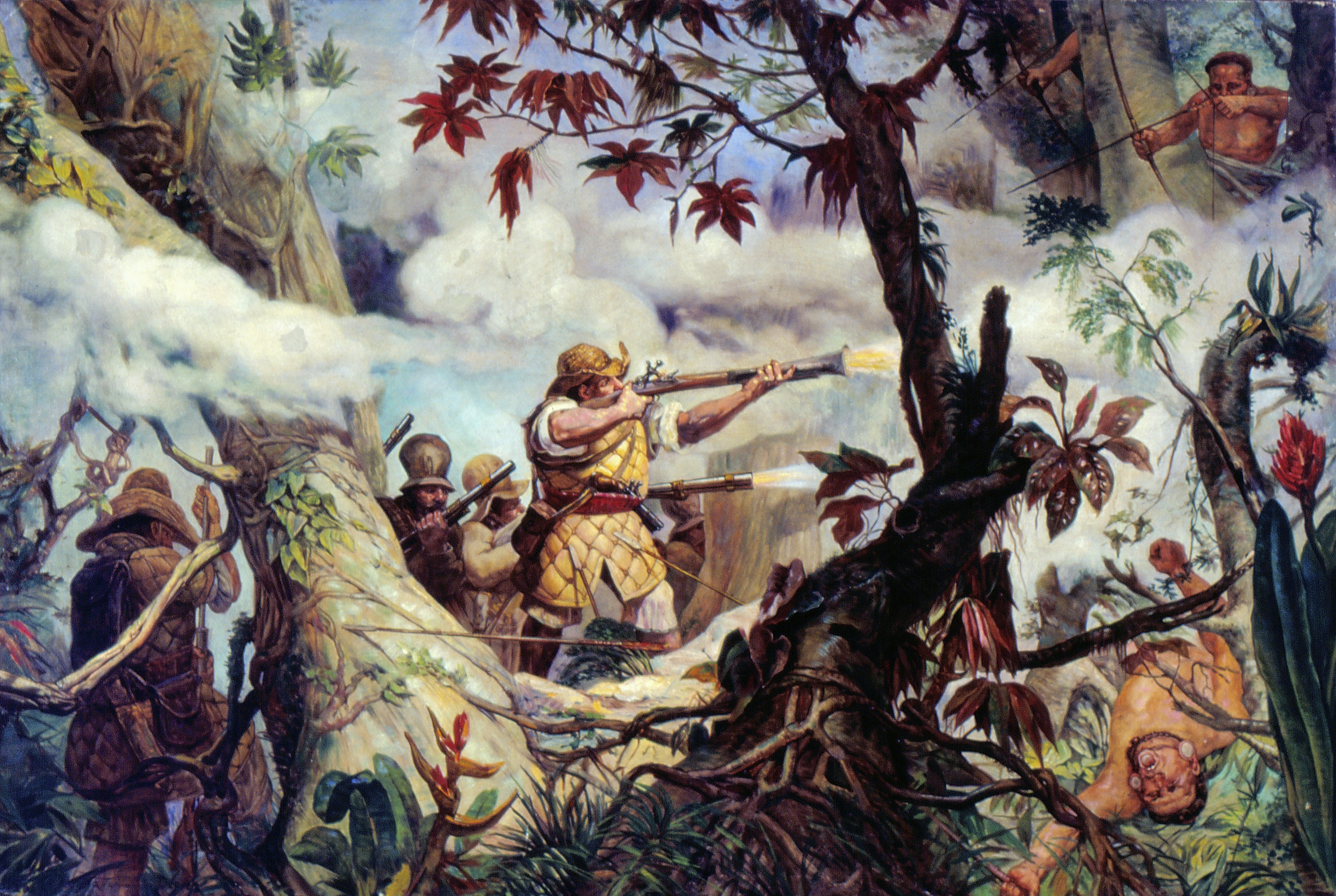
Combate de Botocudos em Mogi das Cruzes.

O Prêmio de Viagem à Europa era extremamente valorizado pelo meio artístico nacional, considerado o coroação dos estudos dos melhores alunos brasileiros no século XIX. O Brasil, por sua vez, era visto como inadequado ao desenvolvimento dos talentos artísticos, e a estadia em Roma ou Paris era parte fundamental na formação de pintores e escultores da época. Ainda que, os brasileiros não buscavam distinguir-se da arte europeia, o discurso evolucionista era plenamente aceito e desejava-se que o Brasil viesse equiparar-se às nações ditas “civilizadas”.

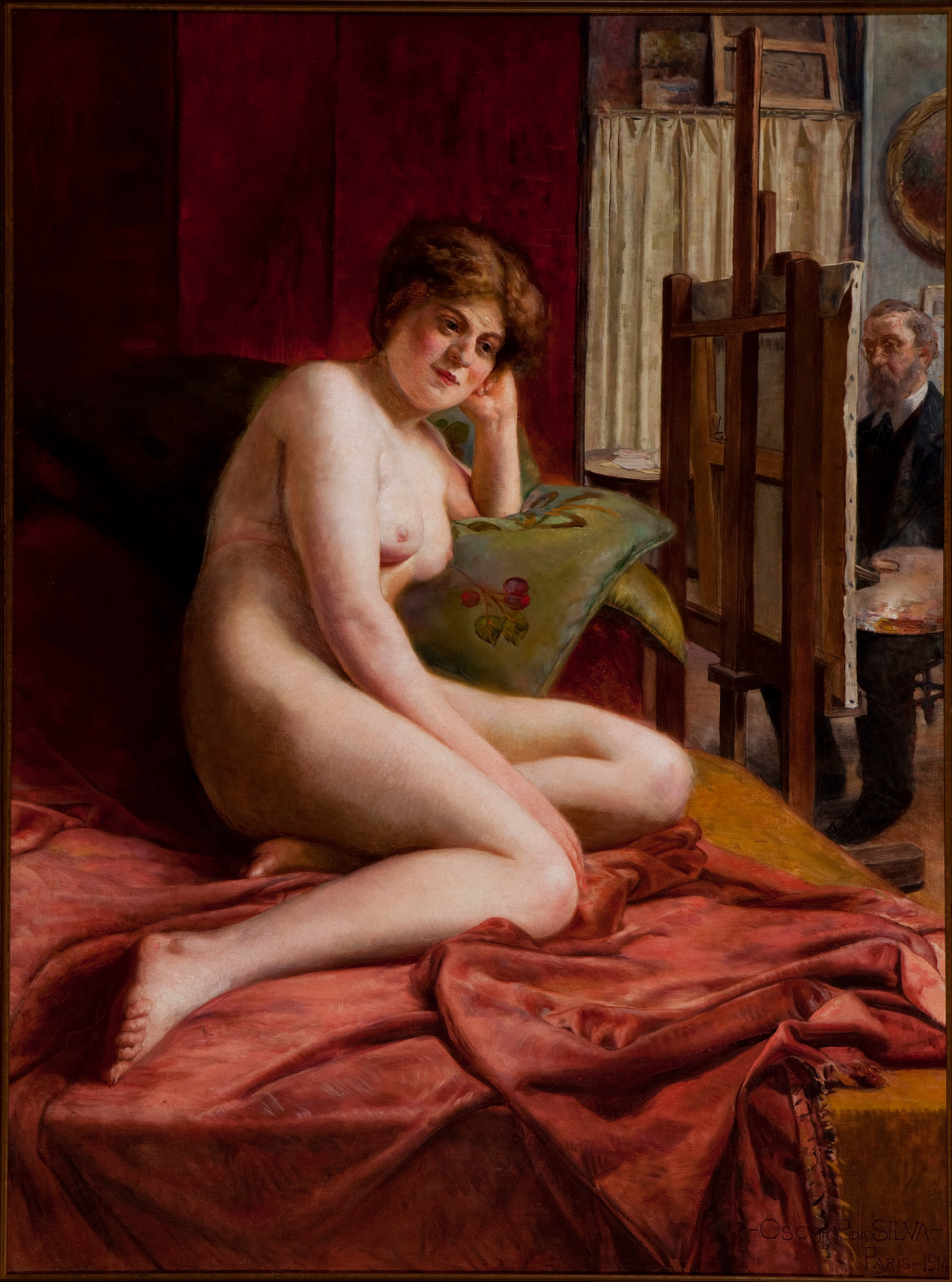
Durante a pose (1914).

Oscar foi o último detentor do prêmio, concedido pelo imperador dom Pedro II em 1887. Na avaliação houve uma relutância da comissão em conferir-lhe o prêmio, pois visavam um concorrente igualmente capaz, o arquiteto João Ludovico Maria Berna. A Princesa Izabel foi procurada para interferir em tal seleção em favor do pintor, mas como a situação política estava complicada, a decisão foi adiada. Um ano depois, o governo republicano concedeu a vitória aos dois artistas. Por esse motivo, acredita-se que com esse posicionamento das autoridades, Oscar ficou ressentido e decidiu voltar para Paris em 1889.
Assim que, Oscar Pereira da Silva conquistou o Prêmio de Viagem à Europa decidiu voltar a viver em Paris, onde estudou e acreditava que lá, na Europa, poderia viver melhor que no Brasil. A postura tomada pelo pintor também demonstra como a insatisfação no meio artístico brasileiro eram generalizada, visto que Rodolpho Bernardelli também chegou aconselhar Eliseu Visconti a fazer o mesmo. Os artistas procuravam explicar a origem desse ambiente que consideravam hostil às belas artes, além de expressarem o descontentamento. Desde meados do século XIX, textos publicados na imprensa e até mesmo documentos oficiais, lamentavam o desamor do povo brasileiro às artes. Tal desinteresse seria a causa da vida difícil dos artistas no Brasil.